# Eurytoma iniquus
Eurytoma iniquus är en stekelart som beskrevs av Bugbee 1951. Eurytoma iniquus ingår i släktet Eurytoma och familjen kragglanssteklar. Inga underarter finns listade i Catalogue of Life.